# 日経文庫
日経文庫（にっけいぶんこ）は日本経済新聞出版社が発行している新書版の書籍。日本経済新聞出版社のホームページでは「第一級の著者が、最新の知識を、やさしく、コンパクトに、しかも低価格で提供し、ビジネスパースンをサポート」と紹介されている。文庫と名乗りつつ、新書サイズであることに注意。ちなみに文庫サイズの文庫は日経ビジネス人文庫、日経文芸文庫で、新書サイズの新書は日経プレミアという名前で発行されている。

## 概要
「会計・税務」や「経済学・経営学」、「流通・マーケティング」といった全10ジャンル（2010年現在。かつては「資格ガイド」が存在したが全て品切重版未定となり、日経文庫ホームページからも削除されている。）の他、若干判が大きい「ベーシック版」、「パーソナル版」、「ビジュアル版」が刊行されている。
「業界研究シリーズ」を除く9ジャンルにはそれぞれ色が割り当てられており、カバーに印刷されている「NB」マークはその書籍が属するジャンルの色に印刷されている。

## 主なロングセラー

### A 経済・金融（青色）
- 『経済指標の見方』（1956年初版。2004年改訂の現行版より『経済指標の読み方』に改題）日本経済新聞社編
- 『リースの知識』（1970年初版。2008年第9版）宮内義彦著
- 『環境経済入門』（1998年初版。2007年第3版）三橋規宏著
- 『証券化の知識』（2001年初版。2010年第2版）大橋和彦著
- 『デイトレード入門』（2006年初版）廣重勝彦著

### B 経営（橙色）
- 『サプライチェーン経営入門』（1999年初版）藤野直明著
- 『企業経営入門』（2005年初版）遠藤功著

### C 会計・税務（茶色）
- 『初級簿記の知識』（1996年初版。2011年第4版）山浦久司、大倉学著
- 『会計学入門』（1996年初版。2006年第3版）桜井久勝著
- 『原価計算の知識』（1996年初版）加登豊、山本浩二著
- 『英文簿記の手ほどき』（1984年初版。2003年第2版）小島義輝著
- 『管理会計入門』（1999年初版）加登豊著

### D 法律・法務（オリーブ色）
- 『独占禁止法入門』（1986年初版。2005年第6版）厚谷襄児著
- 『人事の法律常識』（1981年初版。2010年第8版）安西愈著

### E 流通・マーケティング（紫色）
- 『マーケティング戦略の実際』（1983年初版。1998年第3版）水口健次著
- 『ブランド戦略の実際』 （1994年初版）小川孔輔著
- 『マーケティングの知識』（1998年初版）田村正紀著
- 『売り場作りの知識』（1999年初版。2011年第2版）鈴木哲男著

### F 経済学・経営学（緑色）
- 『経済学入門（上・下）』（1979年初版。上は1996年第4版、下は1996年第5版。上下巻ともに2011年現在品切）篠原三代平著
- 『ミクロ経済学入門』（1982年初版。1990年第2版）奥野正寛著
- 『マクロ経済学入門』（1982年初版。2007年第2版）中谷巌著
- 『経済数学の手ほどき』（1965年初版。1976年第19版、2011年現在品切）稲田献一著
- 『経営管理』（1983年初版）野中郁次郎著
- 『経営戦略』（1989年初版）奥村昭博著
- 『経営組織』（1999年初版）金井壽宏著
- 『ゲーム理論入門』（2001年初版）武藤滋夫著
- 『経営学入門（上・下）』（2002年初版）榊原清則著
- 『金融工学』（2002年初版。2003年誤植訂正）木島正明著
- 『経営史』（2002年初版。2010年第2版）安部悦生著
- 『経済史入門』（2003年初版）川勝平太著
- 『はじめての経済学（上・下）』（2004年初版）伊藤元重著

### G 情報・コンピュータ（群青色）
- 『エレクトロニック・コマース入門』（1998年初版、2011年現在品切）井上雅也著
- 『英文電子メールの書き方』（1997年初版）ジェームズ・ラロン著

### H 実用外国語（黄土色）
- 『ビジネスマンの基礎英語』（1994年初版。2011年現在品切）尾崎哲夫著

### I ビジネス・ノウハウ（赤色）
- 『モチベーション入門』（1993年初版）田尾雅夫著
- 『ファシリテーション入門』（2004年初版）堀公俊著
- 『コーチング入門』（2006年初版）本間正人、松瀬理保共著

### ベーシック版
- 『金融入門』（1989年初版。2009年第6版）日本経済新聞社編
- 『経営入門』（2007年第3版）高村寿一著

### パーソナル版
- 『はじめての株式投資』（2000年初版）神戸孝、福田啓太共著

### ビジュアル版
- 『日本経済の基本』（1994年初版。2010年第4版）小峰隆夫著